# ميت الكرام
ميت الكرام إحدى قرى مركز تلا التابع لمحافظة المنوفية بجمهورية مصر العربية.

## التاريخ
قرية ميت الكرام من القرى القديمة، حيث وردت باسم «منية الكرام» في أعمال جزيرة بني نصر ضمن قرى الروك الصلاحي التي أحصاها ابن مماتي في كتاب قوانين الدواوين، كما وردت باسم «منية المكرم» في أعمال جزيرة بني نصر ضمن قرى الروك الناصري التي أحصاها ابن الجيعان في كتاب «التحفة السنية بأسماء البلاد المصرية». وفي العصر العثماني وردت باسم «منية الكرام» في التربيع العثماني الذي أجراه الوالي العثماني سليمان باشا الخادم في عصر السلطان العثماني سليمان القانوني ضمن قرى ولاية جزيرة بني نصر، وفي تاريخ 1228هـ/1813م الذي عدّ قرى مصر بعد المسح الذي قام به محمد علي باشا باسم «ميت الكرام» ضمن قرى مديرية المنوفية.

## السكان
بلغ عدد سكان ميت الكرام 4,564 نسمة، منهم 2،377 رجل و2،187 إمرأة، حسب الإحصاء الرسمي لعام 2006.